# Jean de Lascaris-Castellar
Jean de Lascaris-Castellar Gran Mestre de l'Orde de Malta entre 1636, quan va substituir Antoine de Paulo, fins al 14 d'agost 1657, data de la seva mort. Era d'origen francès.
Jean Baptiste de Lascaris de Castellar era descendent de l'antiga i noble família dels Lascaris, dels quals diversos membres foren en el passat emperadors romans d'Orient.
Es va convertir en cavaller de l'Orde de Malta gràcies al comte de Ventimiglia i es va convertir en ambaixador a la cort reial de Madrid i també davant del virrei de Palerm.
Elegit Gran Mestre el 12 de juny del 1636, va haver d'afrontar els molts desafiaments de la seva època, especialment en relació amb el domini temporal de l'ordre sobre l'illa de Malta, que es va convertir en un objectiu pel regnat expansionista de Lluís XIV de França i també per Espanya abans i després. Va tenir èxit en tots els sentits perquè va mantenir la posició d'independència dels Cavallers Hospitalaris.